# Vitus Pichler
Vitus Pichler (24 mai 1670 - 15 février 1736) est un théologien jésuite allemand.

## Biographie
Né à Großberghofen, en Bavière, Pichler fut pendant plusieurs années professeur de droit canonique dans l’Université de Dillingen, puis en 1716 dans celle d’Ingolstadt, et en 1731 à Munich, où il mourut le 15 février 1736.

## Œuvres
- Iter polemicum Ecclesiæ catholicæ veritatem, Augsbourg, 1708, in-8° ;
- Theologia polemica, Augsbourg, 1719, in-4°, souvent réimprimée. C’est un ouvrage de controverse destiné à réfuter les incrédules et les protestants, et à éclaircir les questions sur lesquelles ces derniers se sont écartés de la doctrine catholique ;
- Jus canonicum secundum quinque decretalium titulos explicatum, Ingolstadt, 1738, in-4° ; Pesaro (Venise), 1758, 2 vol. in-fol. Cette édition posthume est due aux soins du savant Francesco Antonio Zaccaria, qui corrigea, d’après les dernières constitutions des papes, l’édition que Pichler avait donnée de son vivant. Zaccaria joignit aux prolégomènes un appendice tiré des Prænotiones canonicæ, que Jean Doujat avait publiées à Paris en 1687. À la fin du tome 2 se trouvent l’apologie que le père Zech avait faite contre Daniele Concina, du sentiment de Pichler, autrefois son maître, sur l’autorité des lois du prince en matière du prêt, et la réfutation d’une réponse à cette apologie, par le même Concina.
- Epitome juris canonici juxta decreta, Augsbourg, 1749, 2 vol. in-12. Meusel lui attribue encore une Histoire des empereurs d’Allemagne, siècle 1er (en latin), Vienne, 1753, in-8°, que d’autres croient être d’un Joseph Pichler.